# Juan José Tramutola
Juan José Tramutola (né le 21 octobre 1902 à La Plata en Argentine et mort le 30 novembre 1968 à Buenos Aires) était un entraîneur de football argentin.

## Biographie
Il est surtout connu pour avoir entraîné l'équipe d'Argentine et avoir remporté la Copa América 1929, avant d'arriver en finale de la première coupe du monde de football en Uruguay, celle de 1930.
Pendant le mondial, il est l'entraîneur de l'équipe conjointement avec l'autre entraîneur argentin Francisco Olazar, bien que le titre de Tramutola soit de « directeur technique ». Il est le plus jeune entraîneur de l'histoire d'une coupe du monde, à seulement 27 ans et 267 jours lorsqu'il dirige son premier match contre la France.
Il part ensuite entre janvier et juillet 1938 entraîner l'équipe du CA Boca Juniors et fait finir l'équipe à la 4e place du championnat.
En 1948, il est nommé entraîneur du Club Ferro Carril Oeste, en seconde division.

## Palmarès

### International
- Coupe du monde 1930 :
  - finaliste